# Culex antennatus
Culex antennatus är en tvåvingeart som först beskrevs av Becker 1903.  Culex antennatus ingår i släktet Culex och familjen stickmyggor. Inga underarter finns listade i Catalogue of Life.